# Oppah Muchinguri
Oppah Chamu Zulpange Rushesha Muchinguri, née le 14 décembre 1958, est une femme politique zimbabwéenne.
Après avoir été deux fois sous-ministre, Oppah Muchinguri est ministre d'État de 1997 à 2000. En 2005, elle devient ministre de la Condition et la femme et du Développement des communautés, un poste qu'elle conserve jusqu'à fin décembre 2008.
Le 10 décembre 2014, elle est de retour au gouvernement, au poste de ministre de l'Enseignement supérieur et tertiaire.
Le 6 juillet 2015, Robert Mugabe remanie son gouvernement et Oppah Muchinguri passe du portefeuille de l’Éducation supérieure et tertiaire à celui de l’Environnement, de l’Eau et du Climat.
Le 7 novembre 2017, le lendemain du limogeage du vice-président Mnangagwa, le président Mugabe la renvoie de son poste de ministre.
Depuis le 1er décembre 2017, Oppah Muchinguri est ministre de l'Environnement, de l'Eau et du Climat dans le gouvernement du président par intérim Emmerson Mnangagwa. Elle est également présidente nationale de la ZANU-PF, le parti au pouvoir.
En janvier 2021, Muchinguri accuse la Chine de fabriquer du COVID-19 et est responsable de l'épidémie de pandémie de coronavirus dans le monde après que le Zimbabwe ait perdu 2 ministres,. Le gouvernement américain a révélé le lien entre le coronavirus de Wuhan et les projets d'armes biologiques de l'armée chinoise,.